# 羅傑·潘洛斯
羅傑·彭罗斯爵士，功绩勋章（英国），英国皇家学会（英語：Sir Roger Penrose，1931年8月8日—），英國數學家，數學物理學家，科学哲学家與诺贝尔物理学奖获得者. 他是牛津大學的劳斯·鲍尔數學名譽教授。他在數學物理方面的研究擁有高度評價，特別是對廣義相對論與宇宙學方面的貢獻。羅傑·彭罗斯是科學家莱昂内尔·彭罗斯與瑪格麗特·利斯的兒子，為數學家奥利弗·彭罗斯與西洋棋大師乔纳森·彭罗斯的兄弟。
他因證明黑洞的形成符合廣義相對論的預測而获得2020年诺贝尔物理学奖。

## 早期生活和教育
罗杰·彭罗斯生於英格兰埃塞克斯的科爾切斯特，是瑪格麗特·利斯（Margaret Leathes）与精神病學家和遺傳學家莱昂内尔·彭罗斯（Lionel Penrose）的兒子。
彭罗斯小時候在加拿大度過了第二次世界大戰，父親在加拿大安大略省倫敦工作。彭罗斯曾就讀於 University College School 和倫敦大學學院，並在那裡獲得了數學的一等學位。

## 研究

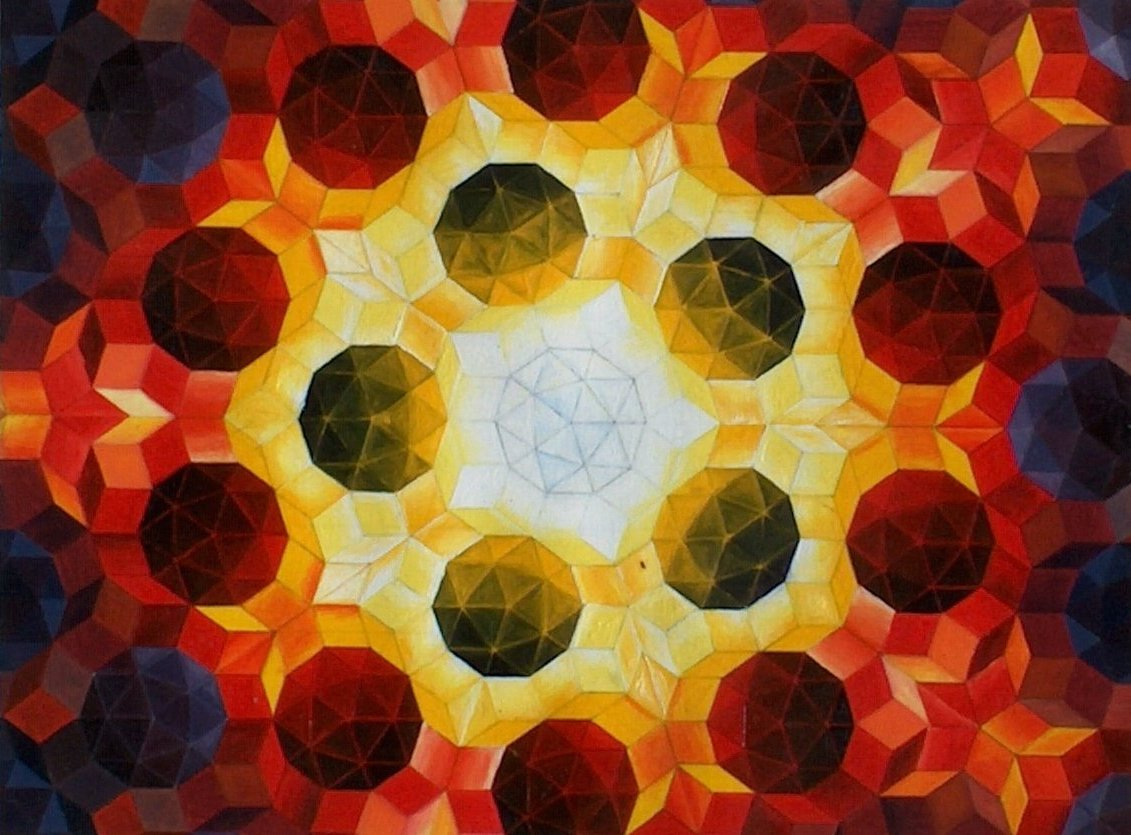
Urs Schmid所繪油畫（1995 年），主題為彭罗斯鋪砌，運用到寬細兩種菱形。

彭罗斯三角

1955年，彭罗斯在他還是學生之時重新引入了广义逆矩阵（又稱作穆尔-彭罗斯广义逆）。
1958年，彭罗斯在劍橋大學於知名代數學家與幾何學家約翰·托德（John A. Todd）指導下獲得博士學位；其博士論文題目為《代數幾何學中的張量方法》（Tensor methods in algebraic geometry）。1965 年，彭罗斯與物理學家史蒂芬·霍金在劍橋大學證明了奇點（例如黑洞）可以從毀壞中的巨星體的重力塌縮現象中形成。
1967年，彭罗斯發明了扭量理論，將閔可夫斯基空間中的幾何物體映射到四維複空間，此空間度量标记為（2,2）。1969年，他推測出宇宙審查假說，這項提案指出了宇宙阻擋我們了解奇點（例如黑洞）内禀的不可預測性，以其被遮掩在我們視線之外。這個形式現在稱作弱審查假說；1979年，彭罗斯建構了更強的形式，稱作強審查假說。加上BKL猜想與非線性穩定性問題，使得審查猜想成為廣義相對論中最重要的未決問題之一。
罗杰·彭罗斯1974年發現了著名的彭罗斯铺砌，能以兩種磚片非週期性地鋪滿整個平面。这种排列形式於1984年在准晶体中的原子排列中被發現。另一个重要的貢獻是他在1971年發明了自旋網路，爾後在迴圈量子重力理論中成為構成時空幾何的基礎。他在推廣通稱為彭罗斯图的因果圖(causal graph)頗具影響力。
1983年，當時的教務長比爾·戈登（Bill Gordon）邀請彭罗斯在休斯敦的萊斯大學（Rice University）任教。從1983年到1987年，他在那里工作。

## 後來的活動
2004年，彭罗斯發表了《接近真實：宇宙法則導引》（The Road to Reality: A Complete Guide to the Laws of the Universe），是一本1,099頁的書籍，目標在於對物理定律給予詳盡的指導。
彭罗斯是賓夕法尼亞州立大學的弗朗西斯和海倫·彭茨（Helen Pentz）杰出物理學數學客座教授。

## 物理与意识

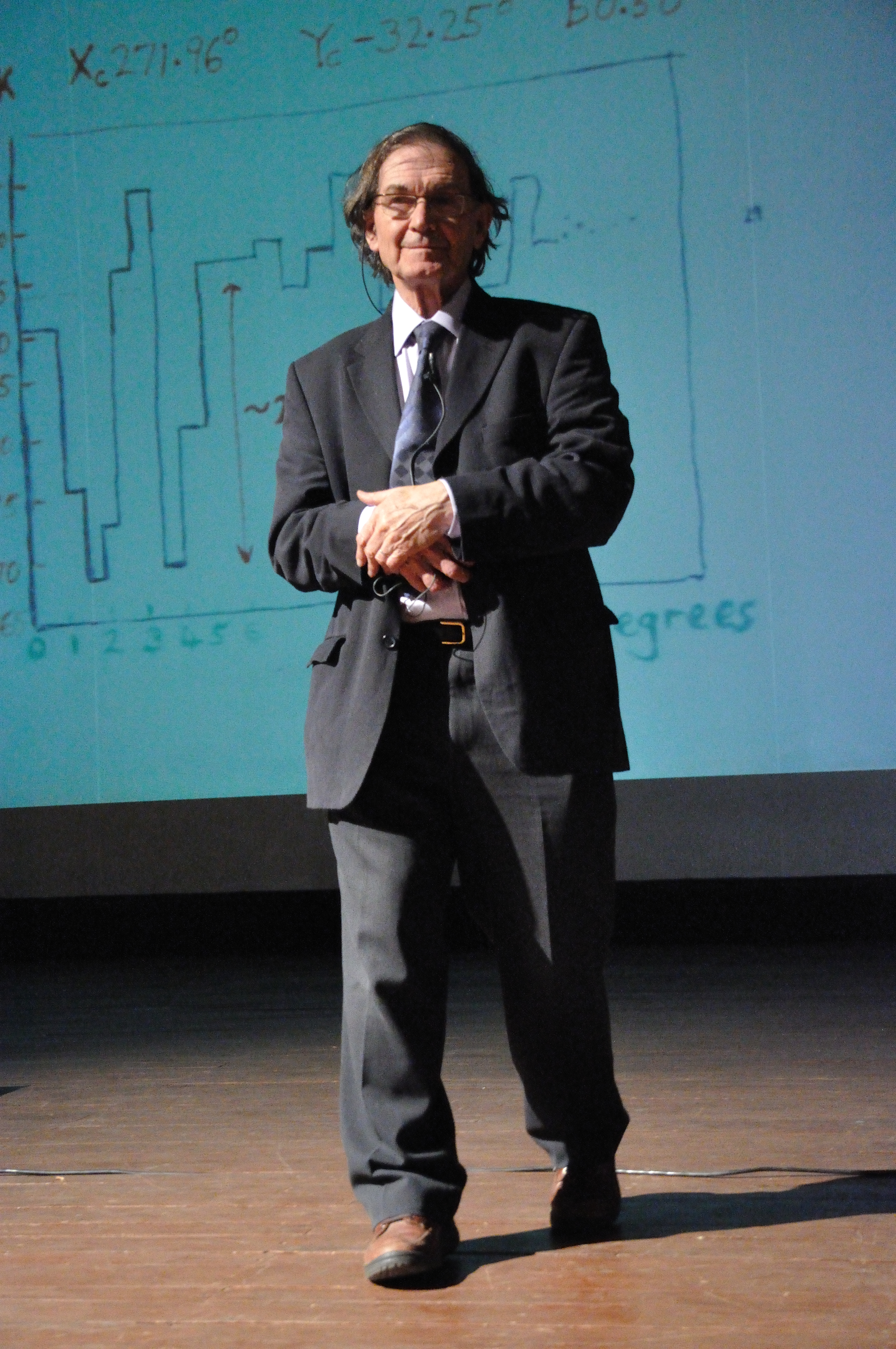
参加会议的彭罗斯教授。

彭罗斯撰写了探讨基础物理与人类（或者动物）意识之间联系的一些书籍。在《皇帝新脑》（1989）一书中，他声称已知的物理定律不足以解释意识现象。彭罗斯提议新的物理学所具有的特性应该能填补经典物理学和量子力学之间的理论沟壑（他本人称之为正确的量子引力理论）。彭罗斯使用图灵停机问题的变体来说明一个确定性的系统并不需要一定是图灵可计算的（从算法角度讲可进行有效计算的）（比如，考虑只有 ON 和 OFF 两个状态的机器，当给定的图灵机停机时，系统状态被置为 ON；当图灵机运行时，系统则被置为 OFF。如此，系统状态将完全取决于图灵机本身。但是并没有算法上可行的方法来确定图灵机是否停机）。
彭罗斯相信这种确定性和非算法性共存的过程可能在量子力学的波函数坍缩中起到作用，这个过程甚至可能被大脑驾驭。他认为作为一种算法确定性的系统，当前的电子计算机无法产生智能。他反对认为大脑的推理过程是完全的图灵可计算的观点（若此则大脑可被足够复杂的电子计算机复制）。彭罗斯的这方面观点与强人工智能支持者的观点相左，后者认为思维可用算法模拟。为了驳斥后者的观点，彭罗斯声称意识是超越数理逻辑的，因为诸如停机问题的不可解性质和哥德尔不完备定理导致基于算法的逻辑系统不能产生具有人类智能特性的智能（比如，对数学的洞见）。这些说法最早得到了牛津大学莫頓学院的哲学家約翰·盧卡斯（John Lucas）的支持。
彭罗斯和盧卡斯关于哥德尔不完备定理在人类智能的计算理论方面所具有的含义的观点受到了来自数学家，计算机科学家和哲学家的批评。上述领域的专家们一致认为彭罗斯/盧卡斯的观点是不成立的, 但不同领域的专家会从不同的方面进行批评。来自马文·闵斯基（人工智能的主要支持者）的批评尤其激烈：彭罗斯“一章接一章的试图说明人类意识不能基于任何已知的科学原理。”闵斯基的立场与此完全相反——他相信本质上来说人类就是机器：虽然这种机器的功能很复杂，但使用现有的物理学是完全可解释的。闵斯基如此评价彭罗斯：“仅靠寻找新的基本原理而不攻关真实的细节可能会把科学的探索带得太超前。但在我看来，这就是彭罗斯的探索。”
作为对《皇帝新脑》所受到的负面评价的回应，彭罗斯随后出版了《意识的阴影》（Shadows of the Mind, 1994）和《庞大，渺小，及人类意识》（The Large, the Small and the Human Mind, 1997）。在这些书中，他还引用了来自麻醉专家史都華·哈默洛夫的观察。
彭罗斯和史都華·哈默洛夫认为意识是微管中量子引力效应的结果。该过程被他们称为 协调客观还原（orchestrated objective reduction）。此后，在《物理评论E》上，马克斯·泰格马克发文指出，微管中神经元激发和兴奋的时间尺度以最少 10,000,000,000 倍的因子慢于量子退相干时间。这个支持泰格马克的申明总结了这篇文章的接受程度：“没有卷入这场争论的物理学家们，比如 IBM 的 Jone A. Smolin 认为文中的计算确认了长久以来的怀疑。‘我们拥有的并不是一颗接近绝对零度的大脑。人类大脑合理地不大可能以量子方式进化’”。泰格马克的论文被彭罗斯-哈默洛夫的批评者们广泛引用。
物理学家 Scott Hagan、Jack Tuszynski 和史都華·哈默洛夫也在《物理评论E》上发文回应马克斯·泰格马克，声称马克斯·泰格马克检验的并不是 协调客观还原 模型，而是他自己构造的模型：马克斯·泰格马克的计算中涉及的量子叠加态（the superpositions of quanta）以24纳米分隔，而非协调客观还原所要求的小的多的分隔。按照协调客观还原规定的量子叠加态进行运算之后，史都華·哈默洛夫的团队宣布新的量子退相干所需的时间尺度要比马克斯·泰格马克的结果大7个级数。但这个结果依然比所需的时间少了25毫秒——如果想要使量子过程如同协调客观还原所描述的那样，能够和40赫兹的伽玛同步产生关联的话。为了弥补这一环节，史都華·哈默洛夫等人做了一系列假设和提议。首先他们假设微管内部可以在液态和凝胶态之间互相转换。在凝胶状态下，他们进一步假设水的电偶极子会沿着微管外围的微管蛋白同向排列。史都華·哈默洛夫认为这种有序排列的水将会屏蔽微管蛋白中任何量子退相干过程。每个微管蛋白还会从微管中延伸出一条带负电荷的“尾巴”，从而可以吸引带正电荷的离子。这可以进一步屏蔽量子退相干的过程。除此之外，还有推测认为微管可在生物能的驱使下进入相干态。

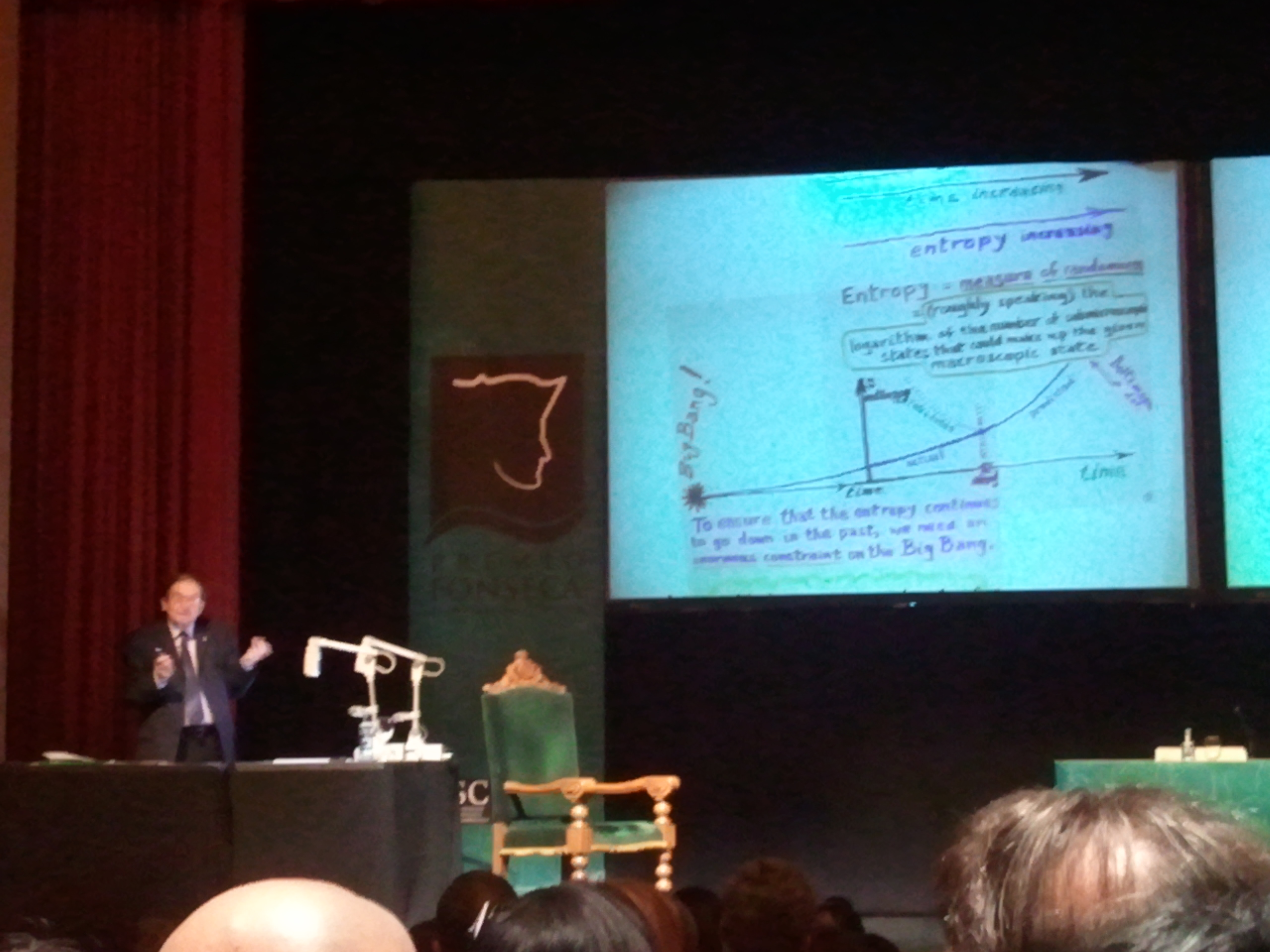
罗杰·彭罗斯在圣地亚哥大学接受 Fonseca 奖

最终，有建议认为微管的构造或许适用于量子纠错（quantum error correction），一种可将量子相干性和环境交互能力结合起来的手段。在最近的十年里，一些同情彭罗斯的研究者提出了若干适用于微管量子过程的替代方案。这些方案认为微管蛋白的“尾巴”可以和微管相关的蛋白质（motor proteins和presynaptic scaffold proteins）发生作用。这些提议的优势在于可在马克斯·泰格马克的量子退相干时间尺度内发生。
史都華·哈默洛夫在 Google Tech 关于量子生物学的系列讲座中给出了该领域近期研究的总结，结果再次招致对协调客观还原模型的批评。除此之外，彭罗斯和史都華·哈默洛夫在一篇发表于2011年的论文中，参考之前所受到的批评，给出了协调客观还原理论的修改模型；该论文还探讨了意识在宇宙中占有的地位。
尽管作为彭罗斯观点的支持者，Phillip Tetlow 承认彭罗斯关于人类意识过程的看法现在在科学界属于“少数派观点”，引用了闵斯基的批评且摘引了科学专栏记者查爾斯·塞費（Charles Seife）的将彭罗斯作为“少数相信意识的本质意味着量子过程的科学家之一”的描述。
2014年1月，史都華·哈默洛夫和彭罗斯试探地提出，日本物質材料研究中心的博士 Anirban Bandyopadhyay 所发现的微管中的量子振荡证实了协调客观还原假说。这个理论的修订更正版伴随著批评和辩论发表在《Physics of Life Reviews》。

## 宗教信仰
彭罗斯是一个无神论者。在纪录片时间简史（A Brief History of Time）中，彭罗斯说道：
“我认为宇宙是有目的的，它的出现不可能是机缘巧合……有些人认为宇宙就是会存在，而且就是会运转——有点类似某种计算过程，然后我们不知道怎么的，就意外出现在宇宙中。但是我认为在看待宇宙的问题上，这些看法并不具有建设意义，我认为关于宇宙一定有什么更深刻的东西。”
彭罗斯还是英国人道协会（Humanists UK）的杰出支持者。

## 獲獎
罗杰·彭罗斯因對科學的貢獻獲頒多個獎項。
- 1971年，丹尼·海涅曼数学物理奖
- 1972年，皇家學會會員；

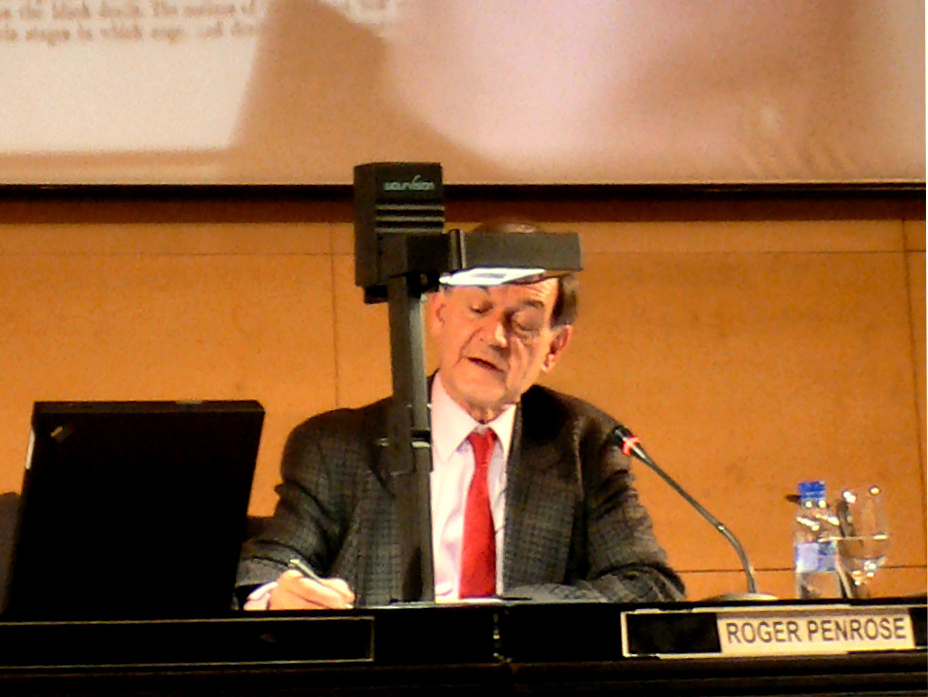
讲座中的彭罗斯

- 1975年，愛丁頓獎章（他与史蒂芬·霍金共同獲獎）
- 1985年，皇家獎章
- 1988年，沃爾夫物理學獎（他与史蒂芬·霍金共同獲獎）
- 1988年，狄拉克奖
- 2000年，功績勳章 (英國)
- 2004年，德摩根奖章
- 2005年，波蘭華沙大學與比利時荷語天主教魯汶大學兩所大學的榮譽博士學位（Honoris Causa）。
- 2006年，狄拉克奖（來自新南威爾士大學）
- 2008年，科普利獎章、科睿唯安引文桂冠獎
- 2020年，獲得诺贝尔物理学奖並得到一半的獎金，授與原因為他發現黑洞的形成是广义相对论的有力預測。[1]

## 著作
- Penrose. . Society for Industrial & Applied Mathematics. 1972. ISBN 978-0-89871-005-2. (rare)
- Penrose, Roger; Rindler, Wolfgang. . Cambridge University Press. 1987 (reprint). ISBN 978-0-521-33707-6.  (paperback)
- Penrose, Roger; Rindler, Wolfgang. . Cambridge University Press. 1988 (reprint). ISBN 978-0-521-34786-0.  (paperback)
- Penrose. . Oxford University Press. 1989. ISBN 978-0-14-014534-2. (paperback)
- Penrose. . Oxford University Press. 1994. ISBN 978-0-19-853978-0. (hardback)
- Hawking, Stehpen; Penrose, Roger. . Princeton University Press. 1996. ISBN 978-0-691-03791-2. (hardback) ISBN 978-0-691-05084-3 (paperback).
- Penrose, Roger; Shimony, Abner; Cartwright, Nancy; Hawking, Stephen. . Cambridge University Press. 1997. ISBN 978-0-521-56330-7. (hardback), ISBN 978-0-521-65538-5 (paperback), Canto edition: ISBN 978-0-521-78572-3.
- Penrose. . London: Jonathan Cape. 2004. ISBN 978-0-224-04447-9. (hardcover), ISBN 978-0-09-944068-0 (paperback).

## 延伸阅读
- Ferguson, Kitty. . Franklin Watts. 1991. ISBN 978-0-553-29895-6.
- Misner, Charles; Thorne, Kip S. & Wheeler, John Archibald. . San Francisco: W. H. Freeman. 1973. ISBN 978-0-7167-0344-0.; see Box 34.2.

## 外部連結
- Two theories for the formation of quasicrystals resembling彭罗斯鋪磚法
- Tegmark, Max. 2000. "腦部程序中量子脫散的重要性 （页面存档备份，存于）". Physical Review E. vol 61.  pp. 4194–4206.
- Hagan, Hameroff, Tuszynski:量子脫散的爭論 - "Biological feasibility of quantum states in the brain"
- Tegmarks's rejoinder to Hagan et al （页面存档备份，存于）
- Toilet Paper Plagiarism （页面存档备份，存于）